# Ricardo Risatti
Ricardo Risatti (Buenos Aires, 27 de setembro de 1986) é um automobilista argentino que atualmente está na GP2 Series.